# Os Miseráveis (minissérie de 2018)
Os Miseráveis é uma minissérie televisiva da BBC sobre o romance histórico francês de mesmo nome de Victor Hugo. A série, adaptada por Andrew Davies e dirigida por Tom Shankland, é estrelada por Dominic West, David Oyelowo e Lily Collins. A BBC Studios lida com a distribuição da série.
A minissérie é baseada no romance original e consiste em seis episódios. Foi transmitido no Reino Unido entre 30 de dezembro de 2018 e 3 de fevereiro de 2019.

## Produção

### Desenvolvimento
A The Weinstein Company foi inicialmente definida para co-produzir a série e servir como seu distribuidor nos Estados Unidos e na China. O estúdio foi abandonado, no entanto, após as acusações de abuso sexual contra Harvey Weinstein.

### Filmagem
As filmagens da série começaram em fevereiro de 2018 na Bélgica e no norte da França.